# Сонди, Иштван
Иштван Сонди (венг. Szondy István; 29 декабря 1925 — 31 мая 2017) — венгерский пятиборец и наездник, олимпийский чемпион и чемпион мира.
Иштван Сонди родился в 1925 году в Береттиоуйфалу. В 1948 году принял участие в соревнованиях по современному пятиборью на Олимпийских играх в Лондоне, но стал лишь 18-м. В 1952 году в соревнованиях по современному пятиборью на Олимпийских играх в Хельсинки он завоевал золотую медаль в командном первенстве, и бронзовую медаль — в личном. В 1953 году на чемпионате мира по современному пятиборью он завоевал серебряную медаль, на чемпионате мира 1954 года — золотую и бронзовую, на чемпионате мира 1955 года — золотую. В 1956 году Иштван Сонди принял участие в соревнованиях по конному спорту на Олимпийских играх в Стокгольме, но не завоевал медалей.
31 мая 2017 года СМИ сообщили о смерти Иштвана Сонди.